# Albeștii de Muscel
Albeștii de Muscel is een Roemeense gemeente in het district Argeș.
Albeștii de Muscel telt 1497 inwoners.